# رايموند ألكويست
رايموند بيري ألكويست (26 يوليو 1914 - 15 أبريل 1983) صيدلاني وعالم أدوية أمريكي. نشر عملًا محوريًا في عام 1948 قسم من خلاله المستقبلات الأدرينرجية (الأدرينالينية) إلى نوعين فرعيين هما ألفا وبيتا. شرح هذا الاكتشاف نشاط الكثير من الأدوية الموجودة ووضع الأساس لعقاقير جديدة مثل حاصرات بيتا الموصوفة على نطاق واسع.

## النشأة والتعليم
وُلد ألكويست في 26 يوليو 1914 في ميسولا، مونتانا. جاء والداه من السويد. عمل والده بصفة مدقق حسابات في شركة السكك الحديدية لشمال المحيط الهادئ. في عام 1940، تخرج ألكويست بدرجة الدكتوراه في علم الأدوية من جامعة واشنطن في سياتل، وهو أول شخص يحصل على مثل هذه الدرجة من تلك المؤسسة.

## مسيرته المهنية والبحثية
عمل ألكويست أربع سنوات بصفة عضو هيئة تدريس في جامعة ولاية ساوث داكوتا في بروكينغز. في عام 1944، أصبح أستاذًا مساعدًا في علم الأدوية في كلية الطب في جورجيا في أوغستا. في عام 1946 عُين أستاذًا مشاركًا في نفس المؤسسة ومن عام 1948 إلى عام 1963 عمل بصفة رئيس قسم علم الأدوية. في عام 1963 أصبح عميدًا مشاركًا للعلوم الأساسية ومنسق البحوث لكلية الطب. وبين عامي 1970 و1977 شغل مرة أخرى منصب رئيس قسم علم الأدوية، وفي عام 1977 عُين أستاذًا بدرجة شاربونييه لعلم الأدوية، وهو المنصب الذي شغله حتى وفاته.

### المستقبلات الأدرينرجية
في ساوث داكوتا، بحث ألكويست عن بديل للإيفيدرين الصيني المشتق من النباتات والنادر. لتلك المادة نشاط مماثل لنشاط الأدرينالين والنورأدرينالين – نشاط مقلد ودي، أي أنها تحفز الجهاز العصبي الودي. أربكت الفعالية المحاكية للودي علماء الأدوية وعلماء الفيزيولوجيا في ذلك الوقت إذ لم يتمكنوا من تفسير التأثيرات المنبهة والمثبطة للمادة ذاتها.
في عمله الشهير، اختار ألكويست ست ناهضات (مقلدات ودية)، هي الإبينفرين (الأدرينالين) والنورإبينفرين (النورأدرينالين) وألفا ميثيل نورأدرينالين وإيزوبرينالين، وفحص آثارها على الأعضاء المختلفة ومنها الأوعية الدموية والقلب. فوجد أن المواد الست لها درجات مختلة من الفعالية تبعًا للنسيج المتأثر. على سبيل المثال، كان ترتيب الفعالية في تقلص الأوعية الدموية «أدرينالين > نورأدرينالين > ألفا ميثيل نورأدرينالين > إيزوبرينالين»، أما من ناحية التأثير على القلب، فكان الترتيب «إيزوبرينالين > أدرينالين > ألفا ميثيل نورأدرينالين > نورأدرينالين». خلص ألكويست إلى وجود مستقبلات من نمطين مختلفين للناهضات. المستقبلات ذات الترتيب الأول (وفق تأثيرها على تقلص الأوعية الدموية)، دعاها المستقبلات الأدرينرجية ألفا، والمستقبلات ذات الترتيب الثاني (من ناحية تعزيز نشاط القلب)، دعاها المستقبلات الأدرينرجية بيتا.
في الوقت نفسه، كتب ألكويست متخذًا نظرة حَذِرة ومستقبلية: «في الوقت الحالي يمكن القول عن طبيعة المستقبلات الأدرينرجية والفرق بين الأنواع ألفا وبيتا أنها لا تخبرنا الكثير، ولكن مفهوم التقسيم الفرعي يجب أن يكون مفيدًا في استكشاف التأثيرات المختلفة للأدرينالين والمقلدات الودية الأخرى، وتأثيرات الجهاز العصبي الودي».
رُفض المنشور في البداية، لكنه استمر في التأثير بشكل كبير على علم الأدوية. رُفض المخطوط أول مرة من قبل مجلة علم الأدوية والعلاجات التجريبية، لكنه قُبل لاحقًا للنشر من قبل المجلة الأمريكية لعلم وظائف الأعضاء. أما بالنسبة لبحث ألكويست في طبيعة المستقبلات الأدرينرجية، فنحن نعلم الآن أنها مستقبلات مقترنة بالبروتين جي وأن البشر يمتلكون تسع مستقبلات مختلفة (ألفا 1 إيه، ألفا 1 بي، ألفا 1 دي، ألفا 2 إيه، ألفا 2 بي، ألفا 2 سي، بيتا 1، بيتا 2، بيتا 3). في مجال العلاج الدوائي، وضع اكتشافه الأساس لتطوير حاصرات بيتا لعلاج أمراض القلب وخفض ضغط الدم المرتفع.

### أعماله الأخرى
تتضمن الأعمال العلمية الأخرى لألكوست دراسة التأثيرات الدوائية المتعلقة بالجهاز العصبي المركزي. أسهم بحثه في اكتشاف عقار تولازولين، وهو مادة لها تركيب كيميائي مختلف تمامًا عن الأدرينالين والنورأدرينالين، وأيضًا في تطوير عقاردايكلوروإيزوبرينالين، وهو أول حاصر بيتا أمكن استخدامه سريريًا سنة 1958. اكتُشف بفضل أعماله أيضًا أن الحركة الدودية (التمعجية) تتعزز بتنبيه المستقبلات الأدرينرجية ألفا وتتثبط بتنبيه المستقبلات الأدرينرجية بيتا.
في آخر مقالة له في 1980، أعاد النظر في منشور عام 1948. ويتضح تأثير هذا العمل من خلال عدد مرات الاستشهاد به (2766 استشهادًا حتى عام 2011).